# Mortal Kombat II
Mortal Kombat II (с англ. — «Смертельная битва II») — компьютерная игра в жанре файтинг, разработанная и выпущенная компанией Midway в 1993 году. Изначально релиз состоялся на аркадных автоматах, а затем игра была портирована на другие платформы, в том числе на домашние игровые консоли и персональный компьютер. Это вторая часть франшизы Mortal Kombat и сиквел игры 1992 года.
Игра совершенствует формулу предыдущей части: в ней улучшенный игровой процесс, а также увеличенное число завершающих приёмов, включая новые Babality и Friendship. В Mortal Kombat II дебютировали многие знаковые для серии персонажи: Китана, Милина, Кун Лао, Нуб Сайбот, антагонист Шао Кан и другие. Сюжет игры продолжает историю предшественницы и повествует о новой «Смертельной битве».
Игра имела беспрецедентный коммерческий успех и получила хорошие оценки от большинства критиков. Несмотря на то, что она завоевала множество наград, Mortal Kombat II стала предметом серьёзных споров из-за изображения насилия. Тем не менее многие издания часто называют её одной из лучших видеоигр, когда-либо созданных.
Триквел был выпущен в 1995 году.

## Игровой процесс

Битва между Райденом и Баракой

Игровой процесс Mortal Kombat II схож со своей предшественницей, но был улучшен в нескольких аспектах. Так, появилась возможность бить в приседе, удары с разворота стали более мощными (теперь они отбрасывают противника), а приёмы ногами имеют большую дифференциацию (в зависимости от положения персонажа). Комбинации легче выполняются из-за сокращения времени восстановления после атак. В целом бой во второй части длится почти в два раза быстрее, чем в оригинале.
Как и в случае с первой частью, матчи делятся на раунды. Победителем становится тот игрок, который первым выиграет два раунда, полностью истощив шкалу жизни своего противника. В конце победителю предоставлена возможность использовать добивающий приём. Fatality вернулись из Mortal Kombat 1992 года, однако теперь их количество увеличено до двух на каждого персонажа. Впервые в серии появились новые завершающие приёмы: Babality (от англ. baby — «младенец») превращает противника в плачущего младенца, Friendship предполагает незлонамеренное взаимодействие с побеждённым врагом, например, танец или вручение подарка, и аренные Fatality — уникальное для каждой карты добивание.

## Сюжет
После поражения от Лю Кана Шан Цзун умоляет своего повелителя Шао Кана сохранить ему жизнь. Он говорит Кану, что приглашение на участие в новом турнире не может быть отклонено, если он будет проводиться во Внешнем Мире. Кан соглашается с планом Цуна и возвращает подданному молодость. Турнир во Внешнем Мире становится крайне опасным для землян, поскольку у Шао Кана есть преимущество на своей территории, а победа его воинов позволит вторгнуться на Землю. Кан передаёт приглашение богу грома и защитнику Земного Царства Райдену, который собирает своих лучших бойцов. Согласно канону серии Mortal Kombat, Лю Кан также выиграл этот турнир, победив Шао Кана и его телохранителя Кинтаро. Сюжетный режим игры также можно завершить, используя любого другого персонажа, что приводит к множеству неканонических концовок.
В этой части также становится известно, что оригинальный Саб-Зиро, Би-Хан, был убит Скорпионом в первой игре, а младший брат Би-Хана, Куай Лян, принял личность нового Саб-Зиро. Старший превратился в Нуб Сайбота, что будет раскрыто в Mortal Kombat: Deception.

## Персонажи и актёры

Меню выбора персонажа

В Mortal Kombat II 12 игровых персонажей, 2 босса и 3 секретных персонажа:
Старые персонажи
- Джонни Кейдж (Даниэль Песина[10]) — голливудская кинозвезда. Он присоединился к Лю Кану в его путешествии во Внешний Мир.
- Лю Кан (Ху Сунг Пак[10]) — шаолиньский монах и чемпион «Смертельной битвы». Отправляется во Внешний Мир, чтобы отомстить за гибель монахов из своего храма.
- Рейден[англ.] (Карлос Песина[англ.][10]) — бог грома и защитник Земного Царства.
- Скорпион (Даниэль Песина[10]) — призрак, восставший из Преисподней, чтобы уничтожить Саб-Зиро, который вновь принимает участие в турнире.
- Рептилия (Даниэль Песина[10]) — персональный телохранитель Шан Цзуна[note 1].
- Шан Цзун (доктор Филипп Ан[11]) — злой колдун, который уговорил Шао Кана сохранить ему жизнь, предложив императору новый план захвата Земного Царства. За это Шао Кан восстановил молодость Шан Цзуну.
- Саб-Зиро (Даниэль Песина[10]) — младший и более милосердный брат первого Саб-Зиро, посланный Лин Куэй, чтобы завершить миссию своего брата и убить Шан Цзуна.

Новые персонажи
- Барака (Ричард Дивицио[10]) — лидер таркатанов, ответственный за атаку на Храм Шаолиня.
- Джакс (Джон Парриш[10]) — член отряда Специальных Сил США, старый товарищ Сони Блейд, который вступил в турнир, чтобы спасти её[note 2].
- Китана (Каталин Замиар[10]) — приёмная дочь Шао Кана и его персональный убийца.
- Кун Лао (Энтони Маркес[10]) — шаолиньский монах и лучший друг Лю Кана, который выступает в турнире, чтобы отомстить за разрушение храма.
- Милина (Каталин Замиар[10]) — приёмная дочь Шао Кана и клон Китаны.

Боссы
- Кинтаро — личный телохранитель Шао Кана. Анимация персонажа создана при помощи техники покадровой съёмки.
- Шао Кан (Брайан Глинн, озвучен Стивом Ричи[10]) — император Внешнего мира.

Секретные персонажи
- Джейд (Каталин Замиар) — убийца из Внешнего Мира. Ей не могут навредить метательные орудия и магические атаки. Друг детства и защитница Китаны.
- Нуб Сайбот (Даниэль Песина) — злой тёмный ниндзя. Является умершим старшим Саб-Зиро из первой части, его личность будет раскрыта в Mortal Kombat: Deception.
- Смоук (Даниэль Песина) — друг Саб-Зиро из клана Лин Куэй. Во время боя вокруг него вьётся дым.

Отсутствующие персонажи
- Соня Блейд и Кано — единственные персонажи из первой части игры, которые не вернулись как игровые бойцы в сиквеле. Они появляются на «Арене Кана», прикованные цепями[3].

## Разработка
Когда мы закончили Mortal Kombat I, Acclaim выпустили домашнюю версию и продали шесть миллионов копий. Мы уже начали подумывать о создании игры по «Звёздным войнам», а потом к нам подошёл тогдашний генеральный менеджер и сказал: «Какая ещё игра по „Звёздным войнам”? Тебе нужно сделать ещё одну Mortal Kombat». Идея сиквелов даже не интересовала нас. Это было что-то вроде: «О, ты делаешь одну игру, а затем переходишь к следующей».
На сюжет MKII повлияли те же произведения, что и на первую игру. Это первые два фильма «Звёздные войны», где было известно, что вселенной правит некий император, но никто ничего о нём не знал. Это вызывало у зрителя желание узнать побольше. Я думаю, что у нас было что-то очень похожее с Шан Цзуном и Шао Каном, и для меня это напомнило о тех чувствах, которые я испытал в детстве, когда узнал больше о том, кто движет вселенной «Звёздных войн» в фильме «Империя наносит ответный удар». Я хотел, чтобы у фанатов МК возникло такое же чувство.

### Игра
По словам ведущего программиста проекта Эда Буна, Mortal Kombat II «должна была выглядеть иначе, чем оригинальная МК» и «имела всё то, что мы хотели добавить в первую часть, но на что у нас не хватило времени». Художественный стиль второй части был немного темнее, чем у её предшественницы, хотя использовалась более яркая цветовая палитра. Игра имела гораздо более богатую глубину цвета, чем оригинал. Новой функцией стало использование нескольких слоев параллакс-скроллинга в аркадной версии. Игру сделали менее серьёзной за счёт добавления юмористических добиваний (Babality и Friendship). Некоторые Fatality не были реализованы из-за слишком высокого уровня насилия.
Ведущий дизайнер и художник игры Джон Тобиас отметил, что подбрасывание противника в воздух последовательными ударами было случайностью, однако в Mortal Kombat II приём стал продуманной частью игрового процесса. Бун отметил, что причина, по которой они не удалили эту связку приёмов, заключалась в том, чтобы выделить их игру среди конкурентов, таких как Street Fighter, и позволить игрокам придумывать свои собственные комбинации. Изначально в Mortal Kombat II была реализована способность двойного прыжка, но позже она была удалена. Вся музыка была написана, исполнена, записана и сведена Дэном Форденом, звукорежиссёром и композитором серии Mortal Kombat, который использовал систему Williams DCS.
Как и в случае с первой игрой, Acclaim занималась версией для домашних консолей. В 1994 году газета San Francisco Chronicle заявила, что Acclaim потратила 50 миллионов долларов на разработку, производство и маркетинг.

### Персонажи
Для создания анимации персонажей актёры размещались на сером фоне и выполняли движения, которые записывались на видеокассету с использованием камеры Sony вещательного качества стоимостью 20 тысяч долларов вместо стандартной камеры Hi8, использовавшейся в оригинальном Mortal Kombat. Затем видеозапись обрабатывалась на компьютере: фон из кадров был удалён для создания спрайтов. Ближе к концу разработки они решили использовать технику синего экрана. Актёров слегка обрызгали водой, чтобы они выглядели потными и блестящими, спрайты были подвергнуты постредактированию, чтобы подчеркнуть мускулы, что, по мнению Тобиаса, отличало их игру от аналогов, где использовалась цифровая графика. Анимации превращения Шан Цзуна в других персонажей были созданы Джоном Фогелем из Midway с помощью компьютерной графики. Для анимации Кинтаро друг Тобиаса Курт Кьярелли создал 12-дюймовые латексные фигуры, которые использовались для покадровой съёмки. Остальные спрайты были нарисованы от руки. Из-за технических ограничений не могли быть записаны акробатические движения, например, сальто назад. Самыми трудными для исполнения движениями были удары ногами в прыжке.
Несколько персонажей (а именно Джейд, Китана, Милина, Нуб Сайбот, Рептилия, Скорпион, Смоук и Саб-Зиро) были созданы посредством замены палитры двух базовых моделей. Из-за ограничений памяти и желания команды разработчиков представить больше новых персонажей, два бойца из оригинальной Mortal Kombat, Соня Блейд и Кано, которые были наименее выбираемыми персонажами в игре, были исключены. Вместо Сони были представлены два новых игровых персонажа женского пола, Китана и Милина, чтобы игра могла лучше конкурировать с Street Fighter II: The World Warrior от Capcom, где присутствовал лишь один женский персонаж, Чунь Ли. Ещё одна запланированная женщина-боец, основанная на реальной кикбоксерше Кэти Лонг, так и не была реализована в Mortal Kombat. Бонусный персонаж мужского пола, которого сыграл Кю Хван, также не попал в финальную версию.

## Выпуск

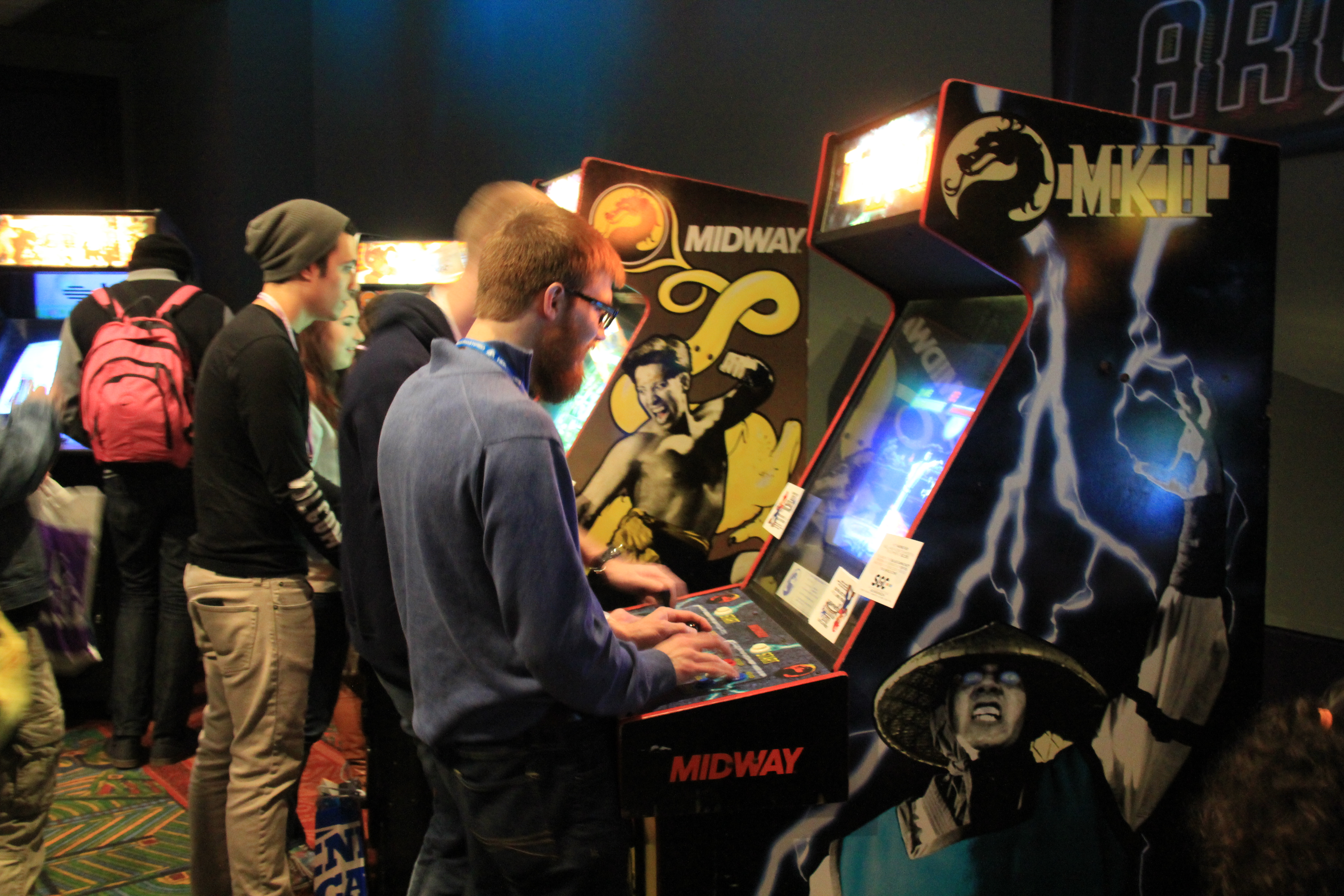
Винтажный аркадный автомат Mortal Kombat II на мероприятии Penny Arcade Expo 2015 года

Первая версия Mortal Kombat II, ревизия 1.4, «фактически представляла собой общедоступный бета-тест», в которой было меньше Fatality и множество программных ошибок. Потребовались три последующих ревизии, чтобы исправить все недочёты, а также добавить дополнительный контент, поскольку разработка игры всё ещё продолжалась. Последней версией стала 3.1, выпущенная в январе 1994 года.

### Маркетинг и сопутствующие товары
Одновременно с выпуском аркадной версии в 1993 году вышел официальный комикс Mortal Kombat II Collector’s Edition, написанный и проиллюстрированный Тобиасом, в котором более подробно описывается предыстория игры. Acclaim Entertainment заявила, что потратила на продвижение домашней версии Mortal Kombat II 10 миллионов долларов, часть из этой суммы была использована для съёмок и трансляции рекламного ролика, созданного Дэвидом Андерсоном и Бобом Кином. В видео присутствуют Скорпион, Саб-Зиро, Рептилия, Китана, Барака и Шао Кан, которых играли те же актёры, что и в игре. Слоган рекламной кампании гласил: «Ничто… Ничто не может вас подготовить» (англ. Nothing ... Nothing can prepare you). В 2008 году Eurogamer назвал Mortal Kombat II «маркетинговым триумфом».
Malibu Comics опубликовала серию комиксов по франшизе. Mortal Kombat II: Music from the Arcade Game Soundtrack, альбом с музыкой из Mortal Kombat II и оригинальной Mortal Kombat, написанный Дэном Форденом, издавался в ограниченном тираже на компакт-диске. Другие товары по игре включали в себя периодический официальный журнал Mortal Kombat II Kollector’s Magazine, издаваемый Midway и Sendai, серию коллекционных наклеек от Panini, две разные серии фигурок (выпущены в Аргентине в 1995 году и в США в 1995 году) и коллекционную карточную игру Mortal Kombat Kard Game.

### Домашние версии
С 1994 года было выпущено несколько официальных портов и эмулированных версий Mortal Kombat II для самых разных домашних систем, включая 8-битные (Game Boy, Game Gear и Master System), 16-битные (Super Nintendo Entertainment System и Sega Genesis/Mega Drive) и 32-битные (Sega 32X, PlayStation и Sega Saturn) консоли, компьютеры Amiga и MS-DOS, а также сеть PlayStation Network (PSN).
Версия для SNES была разработана Sculptured Software. Из-за плохих продаж подвергнутой цензуре оригинальной игры Nintendo решила на этот раз разрешить изображение крови и Fatality. Поскольку общеотраслевая рейтинговая система вступила в силу лишь в конце 1994 года, эта версия не имела официального рейтинга, вместо этого на коробку игры была помещена предупреждающая наклейка, чтобы проинформировать потенциальных покупателей о содержании для взрослых. Японская версия, однако, в некоторой степени подвергнулась цензуре: красная кровь заменена на зелёную, а цвет экрана становится чёрно-белыми во время Fatality. Сам Джон Тобиас отдал предпочтение версии для SNES в сравнении с Genesis, назвав её одним из лучших портов с аркадных автоматов на домашние системы.
Mortal Kombat II также вошла в состав нескольких сборников, в том числе в Midway Arcade Treasures 2 для GameCube, PlayStation 2 и Xbox, Midway Arcade Treasures: Extended Play для PlayStation Portable, а также Mortal Kombat Arcade Kollection для Microsoft Windows, PlayStation 3 и Xbox 360. Выпуск ещё одной компиляции для Nintendo DS был отменён.

## Приём

### Рецензии
| Сводный рейтинг      | Сводный рейтинг                                                            |
| Агрегатор            | Оценка                                                                     |
| -------------------- | -------------------------------------------------------------------------- |
| GameRankings         | 85,87 % (SNES) 85,62 % (Genesis) 64,50 % (GB) 57,50 % (Saturn)             |
| Metacritic           | 72/100 (PS3)                                                               |
| Иноязычные издания   |                                                                            |
| Издание              | Оценка                                                                     |
| Amiga Computing      | 80 % (Amiga)                                                               |
| Amiga Format         | 90 % (Amiga)                                                               |
| CVG                  | 97 % (Mega Drive) 96 % (SNES) 93 % (Arcade) 93 % (32X) 90 % (GB) 88 % (GG) |
| EGM                  | 8,25/10 (SNES) 7,25/10 (Genesis) 7/10 (GG) 6/10 (GB) 5.75/10 (Saturn)      |
| Famitsu              | 28/40 (SFC) 22/40 (Mega Drive) 18/40 (GB)                                  |
| Game Informer        | 7/10 (Saturn)                                                              |
| GamePro              | 20/20 (SNES) 17,5/20 (Genesis) 16.5/20 (GG) 15/20 (GB)                     |
| GameSpot             | 7,9/10 (PS3)                                                               |
| IGN                  | 7,8/10 (32X) 7,3/10 (PS3)                                                  |
| Next Generation      | (SNES) · (PC) · (32X и Saturn)                                             |
| CU Amiga             | 95 % (Amiga)                                                               |
| Mean Machines Sega   | 92 % (32X) 80 % (SMS)                                                      |
| Sega Saturn Magazine | (Sega Saturn)                                                              |
| VG&CE                | 10/10 (SNES) 9/10 (32X) 8/10 (GB) 7/10 (Genesis) 7/10 (GG)                 |
| GMaster              | 94 % (Mega Drive)                                                          |

Игра получила положительные отзывы. Тони Брусгул из The Daily Gazette посчитал, что «невероятная» шумиха вокруг игры «вполне заслужена», охарактеризовав проект как «идеальное сочетание великолепной графики, экшена и насилия». В своём обзоре аркадной версии Рик Скьюс из Computer + Video Games (C+VG) написал, что Mortal Kombat II — это «единственный настоящий конкурент Street Fighter II».
Что касается версии для Sega Genesis, Марк Паттерсон из C+VG посчитал, что «Acclaim проделали невероятную работу». Sushi-X из Electronic Gaming Monthly (EGM) отметил, что данный порт является «отличным, учитывая ограничения консоли», хотя и заметил, что её графика и звук не так хороши, как в версии для SNES. Сразу четверо рецензентов EGM назвали версию для SNES «почти идеальным» портом аркадной игры. Рецензент The Baltimore Sun назвал версию для SNES «лучшей игрой, в которую [он] когда-либо играл». В C+VG отметили, что это самая кровавая игра, которую Nintendo разрешила выпустить на своей консоли. Что касается версии для Sega 32X, Леви Бьюкенен из IGN назвал её вторым лучшим портом на домашние консоли после SNES. Напротив, в GamePro заметили, что данная версия предлагает слишком мало улучшений по сравнению с портом на Genesis.
Критики восприняли порт на Amiga также в основном очень положительно, включая Эда Лоуренса из CU Amiga, заявившего, что «каждый человек, владеющий Amiga, должен иметь Mortal Kombat II». Хотя Джонатан Нэш из Amiga Power охарактеризовал проект как «явно бессмысленную игру», порекомендовав вместо этого купить Shadow Fighter.
Версии для портативных консолей также были тепло приняты критиками. В C+VG считают, что «ни один владелец Game Boy не должен обходиться без этой игры». Рецензенты EGM сошлись во мнении, что порт на Game Gear «обладает потрясающей графикой и отличным управлением — настолько, что вы не поверите, что это портативная версия», однако с меньшим энтузиазмом отнеслись к версии для Game Boy.
Рассматривая версию для Sega Saturn на компакт-диске, издание EGM отметило, что графика идентична аркадной версии, но отсутствуют звуковые эффекты и «невыносимое» замедление при первом выполнении специального приёма. Они оценили её как лучшую домашнюю версию игры, но отметили, что Mortal Kombat II к моменту портирования значительно устарела. Рецензенты Sega Saturn Magazine были крайне разочарованы окончательной версией для Saturn, назвав её худшим портом игры на домашние консоли.

### Продажи
Mortal Kombat II имела огромный коммерческий успех и стала культурным феноменом. WMS Industries, в то время владевшая Midway, сообщила, что продажи игры за четвёртый квартал 1993 года, выросли до 101 миллиона долларов с 86 миллионов, и заявила, что большая часть дохода поступала от продажи аркадной версии. По данным Ассоциации операторов развлечений и музыки (AMOA), Mortal Kombat II стала самой кассовой аркадной игрой в США в 1994 году. К 1996 году количество проданных игровых автоматов приблизилось к 25 тысячам единиц (корпус аркадного автомата тогда стоил 3000-4000 долларов). По состоянию на 2002 год, аркадная версия была продана тиражом 27 тысяч единиц и заработала 600 миллионов долларов.
За первую неделю выпуска игры на домашние консоли Acclaim Entertainment выручила 50 миллионов долларов. Первый тираж на картриджах составлял более 2,5 миллионов копий, Mortal Kombat II был доступен в 15 тысячах магазинов, для транспортировки потребовалось 65 грузовиков и 11 авиалайнеров. Она стала самой продаваемой видеоигрой в мире (пока её не затмила Donkey Kong Country, выпущенная в ноябре 1994 года). Версия для Genesis была продана тиражом в 1,78 миллионов копий в США, для SNES — в 1,51 миллионов.
К 2002 году общий объём продаж домашних копий Mortal Kombat II превысил 400 миллионов долларов. Переизданная в 2007 году версия для PSN заняла первую десятку ежемесячных продаж на сервисе почти три года спустя, в феврале 2010 года.

### Награды и номинации
Mortal Kombat II получила множество наград от различных игровых изданий. Game Players присвоили ей титулы «Лучшего файтинга для Genesis», «Лучшего файтинга для SNES» и «Лучшей игры для SNES среди всех жанров» за 1994 год. Рецензенты Nintendo Power поставили Mortal Kombat II на вторую (SNES) и пятую (Game Boy) строчку в категории «Лучшая игра» 1994 года, в то время как по результатам голосования читателей журнала игра победила в номинации «Лучший турнирный боец (среди всех платформ Nintendo)». В VideoGames назвали Mortal Kombat II «Лучшим файтингом» 1994 года, а также присудили ей второе место в категориях «Лучшая игра для SNES» и «Лучшее портирование аркадной игры на домашние системы». Среди других наград — «Лучшая игра на выставке (Super NES)» от GamePro и «Самая кровавая игра 1994 года» от EGM. В 2017 году GamesRadar+ поместил игру на 29-е место в списке «Лучших игры для Sega Genesis/Mega Drive всех времен».

### Споры и запреты
Как и в случае с первой частью, содержание Mortal Kombat II стало предметом многочисленных споров относительно изображения насилия в видеоиграх. Согласно IGN, «Mortal Kombat II хвасталась своим уровнем жестокости в рекламных материалах». Игра была запрещена в Германии, где все её версии, за исключением порта для Game Boy, были конфискованы с национального рынка за нарушение Уголовного кодекса Германии из-за демонстрации чрезмерного насилия и жестоких сцен в отношении людей. В рамках цензуры в японской версии цвет крови был изменён с красной на зелёную, а во время сцен Fatality экран становился чёрно-белым. Это был уникальный случай, так как обычно японские игры подвергались цензуре в западных странах, а не наоборот. Спустя годы Бун вспоминал: «Я всегда придерживался мнения, что рейтинговая система — это хорошая идея, и её следовало ввести. Как только вышла Mortal Kombat II, уже существовала рейтинговая система. У нашей игры был рейтинг M, и всё знали о её содержании, так что [изображение жестокость] практически не было проблемой».
В 1994 году Гай Аоки, президент Media Action Network для американцев азиатского происхождения (MANAA), раскритиковал игру за то, что она якобы увековечивает существующие стереотипы азиатов как экспертов по боевым искусствам. Эллин Миллс из Acclaim ответила на обвинения, заявив: «Это фэнтезийная игра с разными персонажами. Это игра о боевых искусствах, пришедших из Азии. Игра не была создана для поощрения стереотипов». Профессор критических исследований Марша Киндер обвинила игру в женоненавистничестве, утверждая, что «в MKII некоторые наиболее жестокие приёмы направлены против женщин. Кроме того, Fatality женских персонажей сильно эротизированы».
Члены актёрского состава Mortal Kombat II (Дэниел Песина, Филип Ан и Каталин Замиар, а также актриса Сони Блейд Элизабет Малецки) подали в суд в 1996 и 1997 годах на Midway, Williams, Nintendo of America, Sega of America и Acclaim Entertainment, требуя дополнительных гонораров за порты на домашние консоли. В результате актёры проиграли оба суда. После этого Песина, который запросил 10 миллионов долларов за свою роль (ему заплатили несколько тысяч за участие во второй части и оригинале), согласился участвовать в рекламной фотосессии для BloodStorm, высмеивающей Mortal Kombat. Позже он вспоминал: «Я не думаю, что [реклама] действительно обидела людей в Midway. Я думаю, что она больше обидела некоторых заядлых фанатов Mortal Kombat».

### Ретроспектива
Mortal Kombat II, вероятно, лучший западный файтинг на сегодняшний день и, безусловно, проект, который определил Mortal Kombat как бренд. Эта игра породила тысячу подражателей.
В последующие годы многие издания назвали Mortal Kombat II одной из лучших видеоигр всех времён, так, рецензенты Game Informer в 2001 году поставили её на 97-е место в подобном рейтинге, GamePro — на 38-е за 2007 год, The Boston Phoenix — на 32-е за 2010 год. Включив проект в свой «Зал славы видеоигр», рецензенты GameSpot написали: «Mortal Kombat II заслуживает места в пантеоне классики всех времен».
Многие издания также включили Mortal Kombat II в число лучших видеоигр своих жанра и эпохи. Рецензенты GamePro оценили её как третий лучший файтинг всех времён, Рич Найт из Cinema Blend в 2008 году — как девятый. В Nintendo Power в 1997 году назвали проект 53-й лучшей игрой на любой платформе, произведённой Nintendo. Якуб Кралка из Benchmark включил её в число 100 лучших игр 20-го века.
Mortal Kombat II была включена в десятку лучших аркадных игр по версии Wirtualna Polska в 2012 году. В аналогичном рейтинге GameSpy за 2011 год она заняла 31 место. Издание Complex в 2013 году назвало её шестой лучшей аркадной игрой 1990-х годов. Что касается 16-битной консольных версии, Mortal Kombat II была признана четвёртой лучшей игрой для Genesis и 12-й лучшей игрой для SNES по версии Complex. В Польше, где Amiga была самой популярной игровой платформой в начале 1990-х годов, журнал CHIP поставил игру на девятое место среди лучших проектов для семейства компьютеров.
Большинство преданных фанатов сходятся во мнении, что Mortal Kombat II — лучшая во всей серии. Компания Midway улучшила каждый аспект и... вдохновила множество подражателей.
В 2023 году GameSpot поставили игру на 4 место среди лучших частей франшизы. Рецензенты отметили, что она расширила возможности оригинала и представила некоторые из самых запоминающихся Fatality в серии:  «Вдобавок ко всему, игра также высмеивала обеспокоенных родителей своими потрясающими Friendship, расширила количество персонажей и имела знаковый для франшизы художественный стиль». Веб-сайт Den of Geek расположил сиквел на 3 строчке аналогичного рейтинга за 2022 год: «Самое главное, именно здесь франшиза начала становиться странной во всех возможных смыслах». В особенности рецензент похвалил тот факт, что «Mortal Kombat II позволила глубже погрузиться во Внешний мир», который, по его мнению, недостаточно раскрыли в первой части: «В продолжении фигурируют вооружённые клинками монстры, люди-ящерицы, магические клоны с демоническими зубами, деревья с лицами и так далее. Серия становится всё более безумной, но этот переход [от оригинала к сиквелу] был реализован правильно». Хотя он отметил, что «игровой процесс, возможно, покажется не слишком глубоким по сегодняшним меркам».
GamesRadar назвал Mortal Kombat II «моментом, когда серия стала великой». В 2007 году издание включило четыре элемента этой игры: восклицание «Toasty!» , Friendship и Babality, а также шипы на потолке при совершении аренного Fatality — в «десятку величайших вещей франшизы Mortal Kombat». Рассматривая версию для PlayStation 3 в 2007 году, Джефф Хейнс из IGN заявил, что «Mortal Kombat II всё ещё умудряется оставаться одним из лучших аркадных файтингов». Согласно статье Майка Харраденса из PlayStation Universe, опубликованной в 2011 году, «большая, смелая и кровавая» вторая часть остаётся «фаворитом поклонников MK». В том же году Ричард Джордж из IGN написал, что «многие признают Mortal Kombat II вершиной серии», и назвал его «по-прежнему одним из самых увлекательных 16-битных боевиков». Кевин Вонг из Complex резюмировал: «Сегодня мы помним Mortal Kombat II за её анархический дух — игра была бесконечно интригующей и странной, в ней царила непростая атмосфера — в любой момент могло случиться что угодно. Критики высмеивали оригинал за бессмысленное чрезмерное насилие, но его продолжение доказало, что скептики ошибались. Mortal Kombat II была безупречной победой — непочтительной, весёлой и ужасающей в равной степени».

## Наследие
Хотя многие игры овеяны городскими легендами о секретных возможностях и разблокируемом контенте, такого рода мифы были в особенности распространены среди преданного фанатского сообщества Mortal Kombat II. По данным GameSpy, «сообщество [аркадных игр] было в восторге от множества секретов, как правдивых, так и ложных», поэтому разработчики не стремились развеивать слухи. Среди популярных мифов: возможность обнажить Китану и Милину, способность Шан Цзуна превращаться в Кано и Горо (которые отсутствовали в этой части), шанс сразиться с Соней после победы над Джейд и открытие секретного персонажа по имени Хорнбакл.
Некоторые из слухов со временем были реализованы в последующих частях серии. Так, мифические Animality, добивания, позволяющие превращать противников в животных, появились в Mortal Kombat 3, а аренное Fatality на карте «Живой лес», заключающееся в том, что бойца после поражения пережёвывало магическое дерево, было реализовано в Mortal Kombat: Shaolin Monks. Согласно слухам, в Mortal Kombat II присутствовал ещё один секретный персонаж, красная женщина-ниндзя, которую фанаты окрестили Скарлет. Она была официально представлена в Mortal Kombat 2011 года. Безымянный, пылающий герой, сделанный на основе модели Лю Канга, появившийся на заднем плане арены «Яма II», был прозван фанатами Факелом. Он официально дебютировал в Mortal Kombat: Deadly Alliance как секретный персонаж Блейз, а в Mortal Kombat: Armageddon стал финальным боссом.
События оригинальной трилогии позже стали основой для мягкого перезапуска серии Mortal Kombat 2011 года. Хотя софт-ребут и основан на всей трилогии, больше всего он перенял от второй части: порядок следования противников в башне аналогичен подобному в Mortal Kombat II (Шан Цзун, Кинтаро и Шао Кан выступают в качестве последних трёх противников, хотя иногда второй заменяется на Горо), элементы управления и Fatality также больше всего напоминают сиквел. Классические костюмы из Mortal Kombat II также появились в качестве альтернативных нарядов для женских персонажей, некоторые из которых стали эксклюзивными для PlayStation Vita.